# Jacques Muron
Jacques Muron est un artiste dessinateur et buriniste français, né à Toulouse le 6 mai 1950, rattaché à l'Ecole toulousaine de gravure.

## Biographie
Né le 6 mai 1950 à Toulouse, Jacques Muron a été élève de Louis Louvrier en dessin et de René Izaure en gravure à l'École des beaux-arts de Toulouse où il est entré en 1968.
En 1982, il reçoit le prix Weiller de l'Académie des Beaux-arts de Paris.
Lauréat de l’Académie de France en 1983, il est pensionnaire à la Villa Médicis à Rome de 1983 à 1985. Il y rencontre l'auteur François Bon, également pensionnaire, qui écrit un texte inspiré d'une de ses gravures intitulée Le Solitaire.  
En 2008, il reçoit le prix Nahed Ojjeh qui lui a été décerné à Paris par l'Académie des Beaux-arts pour l'ensemble de son œuvre.
Il est membre de l'association toulousaine Estampadura fondée en 2001.
En 2013 il devient Président d’honneur de la Triennale européenne de l’Estampe contemporaine[réf. souhaitée].
Il est installé au pied des Pyrénées à Mane.

## Œuvre
Jacques Muron est l'auteur de nombreux dessins et gravures réalisées au burin dont il assure lui-même l'impression. Son trait est fin, léger, minutieux et il accorde une importance particulière au vide pour ne retenir que l'essentiel du sujet s'approchant parfois de l'abstraction. Il aborde essentiellement les thèmes de l'architecture rurale (granges, toitures, claustras...), du paysage de montagne et des outils du graveur.
Il réalise des dessins préparatoires avant d'entreprendre un long travail au burin sur la plaque de métal.    
Son œuvre est représenté dans plusieurs collections publiques :    
- les Abattoirs, Toulouse[6]
- Musée Goya, Castres
- Bibliothèque nationale de France, Paris
- Bibliothèque municipale, Toulouse

## Expositions
- « Le burin sorcier », Musée Goya, Castres, 16 mars-17 juin 2012
- « Jacques Muron », Librairie Ombres blanches, Toulouse, 26 décembre 2011 - 14 janvier 2012[7]
- « Muron, burins 2 », Galerie Michèle Broutta, Paris, 19 octobre - 19 novembre 1994